# 후안 에르난데스 페레스
후안 바우티스타 에르난데스 페레스(스페인어: Juan Bautista Hernández Pérez, 1962년 12월 24일~)는 쿠바의 권투 선수로 1980년 하계 올림픽 밴텀급에서 금메달을 획득했다.